# Halophila
Halophila ist eine Pflanzengattung in der Familie der Froschbissgewächse (Hydrocharitaceae).

## Beschreibung

### Vegetative Merkmale
Halophila-Arten sind ausdauernde, krautige, im Salzwasser lebende, submerse Pflanzen. Die Sprossachse ist schmal, verzweigt, kriechend und bricht leicht auseinander. Sie wurzelt an ihren Knoten. Jeder Knoten besitzt zwei Schuppen. Die Blätter sind meist gegenständig. Sie sind gestielt und ganzrandig oder gesägt.

### Generative Merkmale
Halophila-Arten können zweihäusig (diözisch) oder einhäusig (monözisch) getrenntgeschlechtig sein. Die submersen Blütenstände sind mehr oder weniger sitzend oder besitzen bei männlichen Blütenständen Blütenstandsschäfte. Die Blütenstände sind von einer zweiteiligen Spatha umhüllt und meist einblütig. Die eingeschlechtigen Blüten sind dreizählig. Es sind drei Kelchblätter vorhanden. Kronblätter fehlen. Die drei freien Staubblätter stehen zwischen den Kelchblättern, es fehlt also der äußere Staubblattkreis. Die Staubfäden sind winzig. Die  linealischen bis spindelförmigen Staubbeutel besitzen zwei bis vier Theken und sind nach außen gebogen. Der Pollen ist wie eine Perlenschnur geformt. Die weiblichen Blüten sind sitzend oder fast sitzend. Der einkammerige Fruchtknoten besitzt einen endständigen Schnabel. Dieser verlängert sich an der Spitze in drei winzige Lappen. Es sind zwei bis zahlreiche Samenanlagen vorhanden. Die selten zwei, meist drei bis fünf Griffel sind fadenförmig. Die Früchte weisen an ihrer Spitze einen Schnabel auf. Das Perikarp ist häutig. Die wenigen bis zahlreichen Samen sind rund oder fast rund.

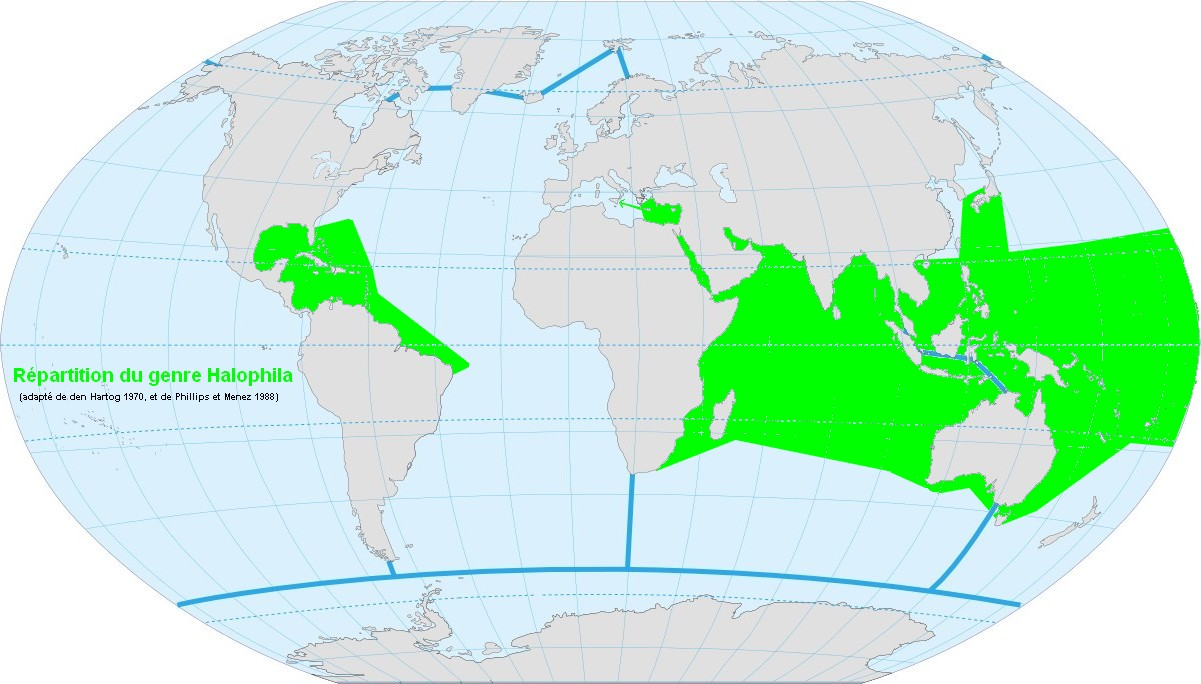
Verbreitungskarte von Halophila

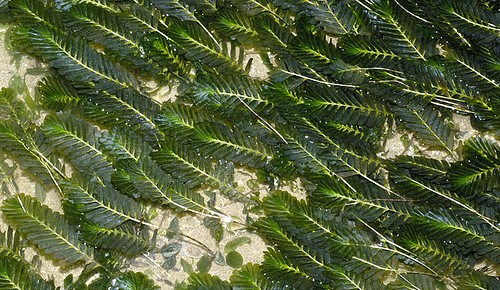
Halophila spinulosa

## Vorkommen
Halophila kommt an der Küste des westlichen Indischen Ozeans und südlichen Pazifischen Ozeans sowie in der Karibik vor.

## Systematik
Die Gattung Halophila wurde 1806 von Louis Marie Aubert Du Petit-Thouars aufgestellt.
Die Gattung umfasst folgende Arten:
- Halophila australis Doty & B.C.Stone, Heimat: südliches Australien[1]
- Halophila baillonis Asch. ex Dickie, Heimat: Karibik, Costa Rica bis Venezuela, Nordostbrasilien[1]
- Halophila beccarii Asch., Heimat: tropisches und subtropisches Asien[1]
- Halophila capricorni Larkum, Heimat: Korallenmeerinseln bis Neukaledonien[1]
- Halophila decipiens Ostenf., Heimat: tropische und subtropische Ozeane[1]
- Halophila engelmannii Asch., Heimat: Florida bis Mexiko und nördliche Karibik[1]
- Halophila gaudichaudii J.Kuo, Heimat: von Kenia bis zu den Seychellen und von Indien bis in den westlichen Pazifik[1]; sie wurde erstmals 2006 beschrieben
- Halophila hawaiiana Doty & B.C.Stone, Heimat: Hawaii[1]
- Halophila japonica M.Uchimura & E.J.Faye, Heimat: Japan[1]; sie wurde 2006 erstbeschrieben
- Halophila major (Zoll.) Miq., Heimat: Südchina bis Malesien und zu den Karolinen[1]
- Halophila mikii J.Kuo, die Heimat der erstmals 2006 beschriebenen Art ist Japan[1]
- Halophila minor (Zoll.) Hartog, Heimat: tropisches Ostafrika bis Südostchina und dem nordwestlichen Pazifik[1]
- Halophila nipponica J.Kuo, die Heimat der erstmals 2006 beschriebenen Art ist Korea und Japan[1]
- Halophila okinawensis J.Kuo, die Heimat der erstmals 2006 beschriebenen Art sind die japanischen Nansei-Inseln[1]
- Halophila ovalis (R.Br.) Hook.f., Heimat: vom Roten Meer bis Madagaskar und dem Pazifik.[1] Mit den Unterarten:
  - Halophila ovalis subsp. ovalis: Sie kommt vom Roten Meer bis Madagaskar und den Inseln im Pazifik vor[1]
  - Halophila ovalis subsp. bullosa (Setch.) Hartog: Sie kommt auf Inseln im südwestlichen Pazifik vor.[1]
  - Halophila ovalis subsp. linearis (Hartog) Hartog: Sie kommt im südlichen Mosambik vor.[1]
  - Halophila ovalis subsp. ramamurthiana K.Ravik. & R.Ganesan: Sie kommt im südöstlichen Indien vor.[1]
- Halophila spinulosa (R.Br.) Asch., Heimat: Malesien bis Nordaustralien[1]
- Halophila stipulacea (Forssk.) Asch., Heimat: Ägypten bis Indien und dem westlichen Indischen Ozean[1]
- Halophila sulawesii J.Kuo, die Heimat der erstmals 2007 beschriebenen Art ist Sulawesi[1]
- Halophila tricostata M.Greenway, Heimat: Queensland.[1]